# 武汉剧院
武汉剧院，是一座剧院建筑，位于中华人民共和国湖北省武汉市江岸区解放大道1012号。该建筑为武汉市在1949年后所建立的第一座大型剧场。被评为武汉市解放后的十大建筑之一，是武汉市地标性建筑，被称为“武汉的人民大会堂”。现建筑为武汉市文物保护单位。

## 建筑概述
该建筑由中南工业建筑设计院设计，总院落占地面积17500平方米。建筑为混合结构，底部为砖砌墙用于承重，上部为钢结构屋架。建筑外部覆盖水刷石，正立面顶部有标志社会主义的红旗与中国共产党党徽雕塑。内部由白色大理石装饰，上部有吊灯，底部有马赛克地板装饰。观众大厅宽27.5米，深34米，有1596个座位。是一座苏联式建筑。

## 历史
中华人民共和国建国后，正值50年代中苏友好时期，当时武汉市政决定修建苏联风建筑以改变当时的城区风貌。本建筑偕同中苏友好宫、武汉重型机床厂等建筑一道兴建。1959年10月，建筑完工。
1965年4月，周恩来、陈毅等国家领导在武汉剧院观看了音乐剧《东方红》。
2015年，被湖北省人民政府指定为“党政机关会议定点场所”。

## 使用情况
武汉剧院多次举行召开过国家、省、市级会议，承担了武汉市历届党代会、人大、政协、团代会、工会及人民群众团体会议。先后共接待朝鲜、苏联、东欧、非洲及澳大利亚等数十个个国家的文艺团体演出；接待其他省市文艺团体演出共1.5万余场。

## 建筑修缮
武汉剧院历经五次修缮，最近一次是在2021年。

## 建筑保护
2006年8月12日，剧院被武汉市人民政府公布为第三批武汉市优秀历史建筑。2011年3月21日，剧院被武汉市人民政府列为第五批武汉市文物保护单位。
建筑作为文物保护范围：武汉剧院本体及周围一定范围。四至：以旧址外墙为界，东南、西南、东北面各向外延伸20米，西北面向外延伸50米至解放大道东侧规划道路红线。
建筑作为文物建设控制地带：以保护范围四至为界，东南面向外延伸36米至京汉大道规划道路中线，西北面向外延伸30米至解放大道规划道路中线，西南、东北面各向外延伸30米。